# Kresy

La línea Curzon en 1945.

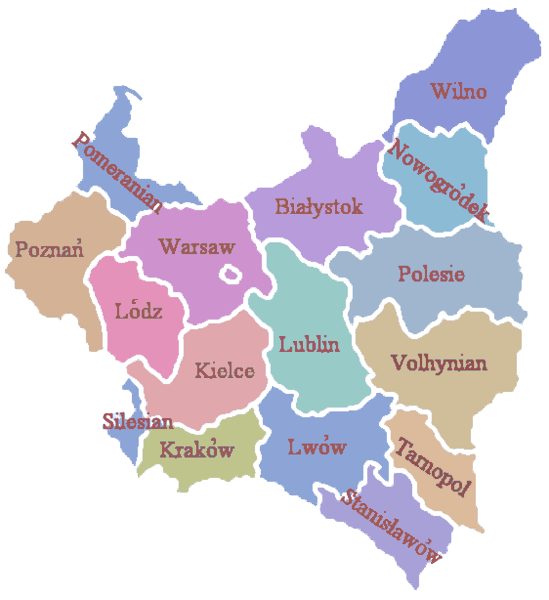
Mapa mostrando los voivodatos de Polonia entre las guerras mundiales. Los voivodatos del este fueron, más o menos, los Kresy Wschodnie de ese periodo.

El nombre Kresy (Tierras fronterizas en polaco) o Kresy Wschodnie (Tierras fronterizas del este) era el apelativo dado a las antiguas tierras orientales de Polonia. 
Inicialmente esas tierras fueron la frontera entre el Reino de Polonia y las tierras de los Tártaros (del Dniéster al Dniéper). Después, en los inicios del siglo XX, los Kresy se movieron hacia el este y del año 1918 al 1939 el término pasó a significar Tierras al este de la línea Curzon.
Actualmente, se denomina Kresy a las tierras orientales de la Segunda República Polaca que fueron anexionadas por la Unión Soviética tras la Segunda Guerra Mundial.